# Terror from the Year 5000
Terror from the Year 5000 è un film del 1958 diretto da Robert H. Gurney Jr. È un film horror fantascientifico basato sul viaggio nel tempo.
Non risulta essere stato distribuito in italiano.

## Trama
1957: mentre i sottomarini solcano gli abissi e i razzi spaziali sondano i cieli in cerca di nuove forme di vita, il professor Earling lavora alla più alta aspirazione del genere umano: sapere se la loro magnificenza sopravviverà al passare dei millenni. A questo proposito, si ritira in una tenuta nelle Everglades assieme a sua figlia ed al suo assistente Viktor, dove inventerà una macchina del tempo. Questa macchina tuttavia non fa viaggiare i corpi, ma trasmuta tutto ciò che si trova nel suo interno secondo forma e funzione dell'epoca prescelta.
Durante il suo primo collaudo, essa porterà alla luce una strana statuetta, che verrà portata al museo del Cairo per essere debitamente valutata. Esami specifici condotti dal team del noto archeologo Robert Hedges determinano una datazione approssimativa: anno cinquemila d.C. Essa viene riportata in America, dove un esame al contatore Geiger porterà alla luce una verità allucinante: la statua è radioattiva.
Temendo potenziali pericoli dal futuro, gli esperimenti temporali vengono sospesi. Sono tutti d'accordo, tranne Viktor, il quale è preoccupato per via dell'ultimo esperimento che ha condotto personalmente: mandando nel futuro una moneta greca, essa si è trasmutata in un disco di ottone su cui era incisa la scritta 'salvateci'.
Senza curarsi del pericolo, la macchina del tempo viene azionata per portare dal futuro i progenitori e chiedere spiegazioni.
Prima che la macchina esploda per la tensione voltaica, questa porta al presente un gatto con quattro occhi ed una donna orribilmente sfigurata, che fugge dal laboratorio. Ella proviene da un futuro dove la guerra nucleare ha imperversato per secoli e l'unica possibilità di salvare la razza umana dall'estinzione era di portare dal passato uomini dal sangue non avvelenato. Ciò non fu possibile, in quanto il progetto iniziato anni prima fu spazzato via da una bomba nucleare, e il mondo ritornò ad una sorta di preistoria.
Per questo motivo la donna cercherà con l'ipnosi di portare Viktor nel proprio tempo, prendendo il posto dell'infermiera che dovrà assisterlo.
Il professore e l'archeologo, nel frattempo, hanno organizzato una caccia alla donna nelle paludi delle Everglades circostanti la tenuta.

## Critica
Fantafilm scrive che "anche se il film è realizzato in fretta ed artigianalmente, il soggetto non è privo di interesse. Non mancano alcune buone trovate come la materializzazione di un gatto con quattro occhi."